# Marta Rovira
Pour les articles homonymes, voir Rovira.
Marta Rovira (25 janvier 1977 à Vic) est une avocate et personnalité politique espagnole, indépendantiste catalane. 
Elle est secrétaire générale de la Gauche républicaine de Catalogne depuis 2011 et vit en exil à Genève, en Suisse, depuis mars 2018.

## Biographie
Marta Rovira i Vergés naît le 25 janvier 1977 à Vic, en Catalogne.
Elle est issue de familles impliquées dans la vie politique locale. Son grand-père maternel, Francesc Vergés i Ordeig, était maire de Sant Pere de Torelló entre 1956 et 1965, tandis que l'un de ses grands-parents paternels, Jaume Rivera i Camps, était maire de Prats de Lluçanès entre 1939 et 1941.
Marta Rovira est diplômée en droit de l'Université Pompeu Fabra et en sciences politiques et en administration publique de l'Universitat Oberta de Catalunya.
Elle a travaillé comme avocate, a été professeur de droit administratif à l'École de police de Catalogne (ca) (2003-2006), et directrice du domaine des services d'appui de l'Agence catalane de coopération au développement (ca) (2007-2011).
Elle a auparavant été secrétaire des Jeunes Avocats de Catalogne (2006-2007), responsable du Groupe Vic Jeunes Avocats (2004-2006) au nom duquel elle a été membre du Conseil d'Administration de l'Ordre des Avocats de Vic, membre de la Plateforme de solidarité UPF (1999), et responsable de l'Association des étudiants en droit sans frontières (1997-1999). Elle a été membre de la colla castellera des Sagals d'Osona (ca) et membre de la Croix-Rouge.

## Carrière politique
Marta Rovira est membre de la Gauche républicaine de Catalogne depuis 2005. Lors du 25e congrès national du parti, tenu en 2008, elle est élue secrétaire nationale à la politique internationale, européenne et à la coopération. Cette même année, et jusqu'en 2012, elle est secrétaire Générale de l'Alliance libre européenne.
Élue secrétaire générale de la Gauche républicaine de Catalogne lors du 26e Congrès national (2011), elle prend la direction du parti, aux côtés d'Oriol Junqueras, nouveau président
Aux élections catalanes de 2012, elle est élue membre du Parlement de Catalogne, où elle est porte-parole du groupe parlementaire entre 2012 et 2015. En 2015, elle se représente aux élections catalanes, cette fois au sein de la coalition indépendantiste Junts pel Sí. Elle est également élue députée et désignée porte-parole du groupe parlementaire.
Aux élections de 2017 au Parlement de Catalogne, elle mène avec Oriol Junqueras la liste de la Gauche républicaine de Catalogne - Catalunya Sí dans la circonscription de Barcelone
Les principales motivations politiques de Rovira sont la défense des droits humains, en particulier les droits des femmes, la justice sociale et l'indépendance de la Catalogne. Rovira prône le républicanisme comme un modèle soucieux de l'intérêt général et du bien commun, de l'égalité des chances, de la transparence et de la corruption zéro. Militante indépendantiste, elle défend que ces principes républicains ne peuvent être atteints que dans une République catalane, qui doit être remportée lors d'un référendum qui permettra aux Catalans de choisir leur avenir.

## Affaire judiciaire
Le 22 décembre 2017, le Tribunal suprême l'inculpe du chef de rébellion pour sa participation à l'organisation du référendum sur l'indédependance du 1er octobre 2017, interdit par la justice. Elle est auditionnée le 19 février 2018 et laissée en liberté, moyennant une caution de 60 000 €. 
Le 22 mars 2018, après l'échec du vote pour l'investiture de Jordi Turull à la présidence de la généralité de Catalogne, Marta Rovira démissionne, en même temps que Carme Forcadell et Dolors Bassa, de son mandat de députée. Le lendemain, 23 mars, elle décide de ne pas comparaître devant le Tribunal suprême, alléguant qu'elle ne dispose pas de garanties juridiques suffisantes, et s'exile en Suisse.
Ce même 23 mars 2018, le juge Pablo Llarena (es) active un mandat d'arrêt européen et international, et une demande d'extradition, contre Marta Rovira, en plus de ceux réactivés contre les anciens membres du Gouvernement catalan,.
Le 19 juillet 2018, face à la décision de la justice allemande rejetant la demande d’extradition de Carles Puigdemont pour crime de rébellion, le juge Llarena a retiré tous les mandats d'arrêt européens et internationaux émis, dont celui de Marta Rovira.[réf. nécessaire]

## Exil
Depuis 2018, Rovira vit en exil en Suisse. Si elle quitte le territoire suisse, elle devra faire face à un mandat d’arrêt européen.
Depuis Genève, elle cumule ses missions de secrétaire générale d’Esquerra Republicana avec son travail sur plusieurs projets relatifs à la recherche politique sur la diversité culturelle et linguistique, le droit à l'autodétermination, la résolution des conflits et les droits de l'homme, entre autres, au niveau européen et international.

## Vie personnelle
Elle est mariée à Raül Presseguer, avec qui elle a eu une fille en 2011.